# Tekokota
Tekokota is een atol in het midden van de Tuamotuarchipel, in Frans-Polynesië. Het eiland ligt zo'n 22 km ten noorden van het bewoonde Hikueru en 740 km ten oosten van Tahiti. Dit atol is onbewoond.

## Geografie
Het atol heeft een lengte van 5 km en een breedte van 3,5 km. De totale landoppervlakte bedraagt 0,9 km², en de lagune heeft een oppervlakte van 5,1 km². Het atol valt bestuurlijk onder de gemeente Hikueru.

## Geschiedenis
De eerste Europeaan die Tekokota vermeldde was de Brit James Cook op 11 augustus 1773. In de 19de eeuw werd het atol Frans territorium. Sinds die tijd werd het eiland geëxploiteerd door de bewoners van Hikueru voor het maken van kopra.

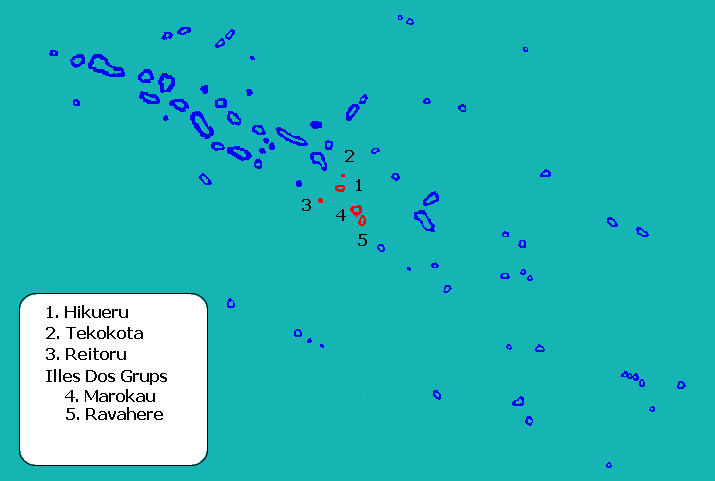
Ligging Tekokota (2) binnen Tuamotuarchipel.

## Ecologie
Er komen 37 vogelsoorten voor en zeven soorten van de Rode Lijst van de IUCN waaronder de met uitsterven bedreigde hendersonstormvogel (Pterodroma atrata), het witkeelstormvogeltje (Nesofregetta fuliginosa) en de kwetsbare zuidzeewulp (Numenius tahitiensis).